# Federació Comunista Catalanobalear
La Federació Comunista Catalanobalear (FCCB) fou una organització política comunista de Catalunya i de les Illes Balears. Va organitzar-se a la tardor del 1924 a partir del grup que publicava La Batalla. El seu principal dirigent fou Joaquim Maurín, i a Mallorca Miquel Llabrés i García. En fundar-se el Partido Comunista de España (PCE) s'hi va integrar. No obstant les diferències ideològiques (primordialment sobre les qüestions sindical i nacional) i la clandestinitat a la que obligava la dictadura de Miguel Primo de Rivera van fer que progressivament la FCCB s'allunyés del PCE fins que es consumà el trencament el 1930. El 1930 va fundar amb el Partit Comunista Català (PCC) el Bloc Obrer i Camperol (BOC). La Federació, amb tot, continuà funcionant com a nucli polític del BOC. El juny del 1933 la FCCB es transformà en Federació Comunista Ibèrica (FCI), en adoptar com a àmbit d'acció el conjunt de la Península. Fins al 1931 formà part de la Internacional Comunista.